# Станой Йонев
Станой Атанасов Йонев е български политик.

## Биография
Роден е на 8 октомври 1923 година в трънското село Грознатовци, в Западните покрайнини. Учи в гимназия в София, а после завършва строително инженерство във Варненския университет. В периода 1951 – 1954 е асистент в университета. Между 1954 и 1956 е началник на Домостроителния комбинат във Варна. През 1956 – 1966 е главен инженер и началник на поделението на заводски строежи в Девня.
От 1971 до 1979 е кмет на Варна. По време на неговия мандат се строи Спортната зала, първите подлези във Варна, Аспаруховия мост и започва строежа на Фестивалния комплекс.
В периода 1979 – 1984 е завеждащ отдел „Строителство и архитектура“ при ЦК на БКП. От 1981 до 1986 г. е кандидат-член на ЦК на БКП. Умира на 29 януари 1996 година в град Варна.